# Avatha cyanopasta
Avatha cyanopasta là một loài bướm đêm trong họ Erebidae.